# Центральноамериканские червяги
Центральноамериканские червяги (лат. Gymnopis) — род безногих земноводных из семейства Dermophiidae, обитающих в Центральной Америке.

## Описание
Общая длина представителей этого рода колеблется от 30 до 50 см. По строению похожи на представителей рода Dermophis. Отличаются по количеству первичных и вторичных колец, более тонким туловищем, а также более светлой окраской.

## Образ жизни
Населяют влажные тропические леса, горные местности. В отличие от других видов своего семейства предпочитают более  высокогорные районы. Встречаются на высотах до 1400 м над уровнем моря. Практически всю жизнь проводят под землёй, роя ходы. Иногда выходят на поверхность во время дождей. Питаются преимущественно наземными беспозвоночными.

## Распространение
Обитают от Гватемалы до Панамы.

## Классификация
На октябрь 2018 года в род включают 2 вида:
- Gymnopis multiplicata Peters, 1874 — Центральноамериканская червяга
- Gymnopis syntrema (Cope, 1866)